# Алеся (певица)
Алеся Анатольевна Ярмоленко (настоящее имя Ольга Анатольевна Минец, урождённая Ярмоленко; род. 27 августа 1976, Бобруйск, Белорусская ССР, СССР) — белорусская эстрадная певица, солистка ансамбля «Сябры».

## Биография
Родилась в семье музыканта Анатолия Ивановича Ярмоленко, солиста ансамбля «Сябры». У Алеси есть брат Святослав и племянница Ульяна.
Свою карьеру начала с песни «Жаўраначка» на белорусском языке.
В 2012 году награждена медалью Франциска Скорины.

## Личная жизнь
Первый муж — композитор Сергей Липень (род. 12 марта 1969), её продюсер, прожили вместе 13 лет.
- Сын Анатоль (род. в декабре 1999 года[5]), обладатель Приза зрительских симпатий конкурса «Детская Новая волна» в 2009 году.
  - Внучка[6] (дочь невестки от первого брака[7])
  - Внук (род. в декабре 2022 года[8])

Второй муж (с 13 ноября 2011 года) — Леонид Минец (род. 1971), владелец музыкального телеканала «БелМузТВ», имеет бизнес по продаже телевизионной рекламы и др.
- Сын Макар (род. в июне 2016)[2][9][10][11].

## Дискография
- «Алеся» (1995)
- «Соперница» (1997)
- «От Алеси до Алеси» (2000)
- «Алеся» (2000)
- «О главном» (2005)
- «Алеся» (2008)
- «АЛЕСЯ» DVD (2008)